# Нова Шаровка
Нова Шаровка (до 1991. године Чомборје) је насељено место у саставу општине Сопје у Вировитичко-подравској жупанији, Република Хрватска.

## Историја
До територијалне реорганизације у Хрватској налазила се у саставу старе општине Подравска Слатина.

## Становништво
На попису становништва 2011. године, Нова Шаровка је имала 250 становника.

## Попис1991.
На попису становништва 1991. године, насељено место Чомборје је имало 319 становника, следећег националног састава:
| Попис 1991.‍ | Попис 1991.‍ | Попис 1991.‍ | Попис 1991.‍ | Попис 1991.‍ |
| ----------- | ----------- | ----------- | ----------- | ----------- |
|             |             |             |             |             |
| Хрвати      | Хрвати      |             | 202         | 63,32%      |
| Срби        | Срби        |             | 112         | 35,10%      |
| Југословени | Југословени |             | 3           | 0,94%       |
| Муслимани   | Муслимани   |             | 1           | 0,31%       |
| непознато   | непознато   |             | 1           | 0,31%       |
| укупно: 319 |             |             |             |             |